# Sanfermines

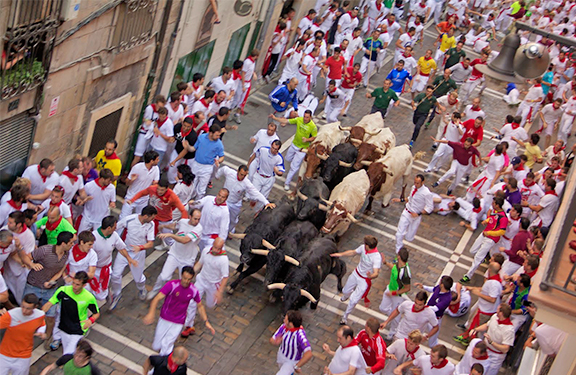

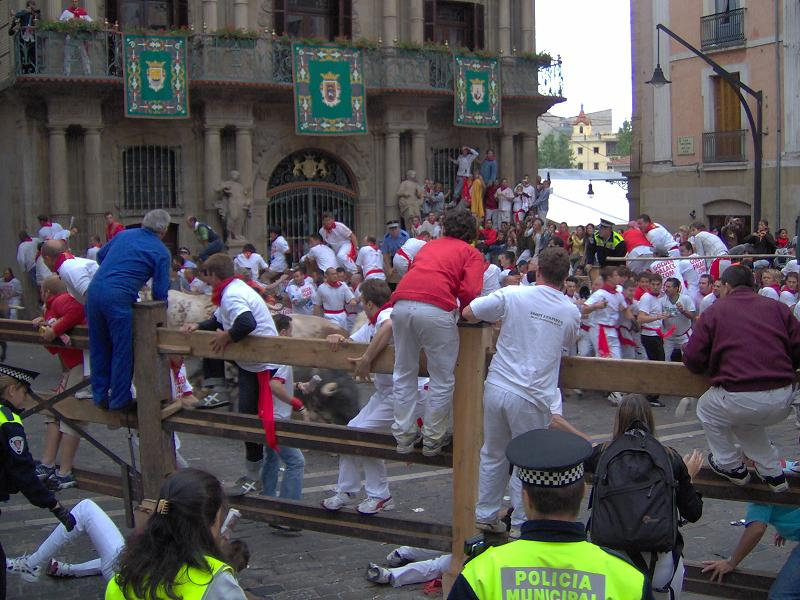
Cursa de tauri trecât prin fața primăriei din Pamplona

Sanfermines (Sanferminak în limba bască) este o sărbătoare dedicată Sfântului Fermin care se celebrează în fiecare an între 6 și 14 iulie în orașul spaniol Pamplona, Navarra. Punctul culminant al sărbătorii îl reprezintă El Encierro, cursa de tauri și alergători (mozos) pe un traseu stradal format în cartierul vechi al orașului.
Sărbătoarea începe pe data de 6 iulie la ora 12 cu lansarea unei rachete pirotehnice, numită txupinazo și se încheie pe data de 14 iulie la miezul nopții prin intonarea unui cântec numit Pobre de mi (Bietul de mine). Festivalul se petrece în vară deoarece pe vremuri în vară se petreceau târgurile. În timpul sărbătorii au loc multe alte activități ce umplu agenda acelor zile precum : El Encerillo, procesiunea Sfântului Fermin, târgul de taurine, spectacole de folclor, teatru ambulant, sporturi tradiționale, concerte, focuri de artificii, etc. 
În timp Sanfermines a devenit o sărbătoare cosmopolită care adună turiști din lumea întreagă. Orașul Pamplona în timpul sărbătorii își multiplică de 15 ori numărul locuitori, ajungând de la 190.000 la aproximativ 2.800.000 persoane.

## Istorie
Această tradiție își are izvorul în Evul Mediu și a suferit numeroase transformări până să devină sărbătoarea pe care o cunoaștem azi. Sărbătorile de San Fermin sunt alcătuite din trei elemente fundamentale: sărbătoarea religioasă în onoarea Sfântului Fermin, patron al orașului Pamplona încă înainte de sec XII, târgul de taurine și cursele de tauri, ambele atestate încă din secolul XIV. 
Din anul 1950, când devine faimoasă și atrage un număr mare de turiști din întreaga lume, sărbătoarea pierde mult din amprenta religioasă pe care o avusese la începuturi. 

## El Encierro

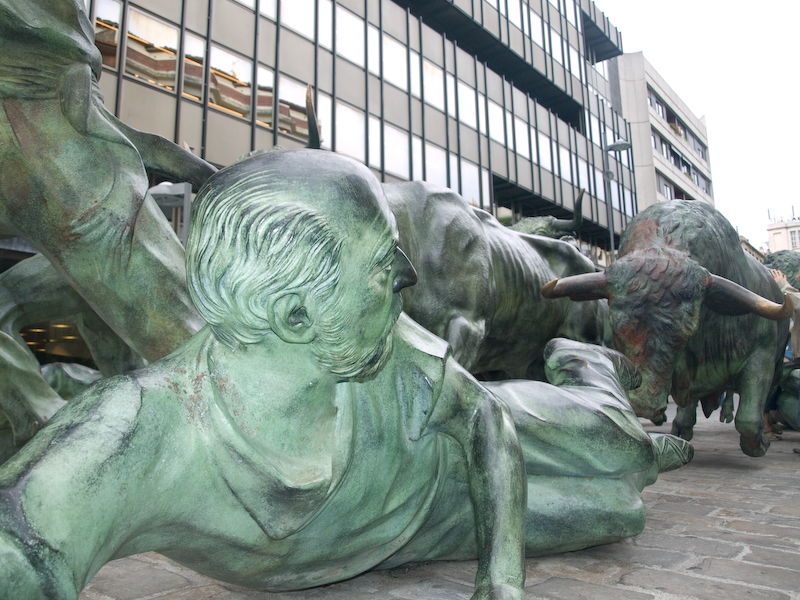
Statuie dedicată cursei de tauri

El Encierro constă într-o cursă de tauri și alergători, aici numiți mozos, pe străzile cartierului vechi al orașului. Primul encierro are loc pe data de 7 iulie și se va desfășura zilnic până la încheierea sărbătorii (14 iulie) la ora 8 dimineața. Ora de desfășurare inițială a fost 6:00, trecât în anii '70 la 7:00 iar în prezent 8:00. Este o tradiție foarte periculoasă la care participă, mai ales la sfârșitul săptămânii, mii de oameni de pe întreaga planetă.
Traseul cursei de tauri începe de la grajdurile Santo Domingo, continuă prin piața din fața  primăriei (Plaza Consistorial), apoi pe străzile Mercaderes și Estafeta până la Arena taurină (Plaza de toros). Distanța de parcurs este de 850 metri iar viteza de deplasare medie a taurilor este de 25 km/h ceea ce face ca întregul parcurs să fie străbătut în 2-3 minute.